# Ciro Drago
Ciro Drago (Sciacca, 1895 – Palermo, 26 settembre 1960) è stato un archeologo e politico italiano.

## Biografia
Fu Ispettore nella Soprintendenza alle Antichità della Campania e del Molise. Nel 1934 torna a Taranto per diventare il direttore del Museo Archeologico, sostituendo Renato Bartoccini, che era stato nominato Sovrintendente alle Opere di Antichità e d'arte di Puglia. Nel settembre del 1938 viene trasferito a Bari dove diviene Soprintendente regionale reggente per la Puglia. Ma l'anno dopo torna a Taranto con l'incarico di Soprintendente alle Antichità.
Politicamente era a capo dei socialisti tarantini e non nascondeva le sue idee antifasciste. Per questo venne denunciato al Ministero dell'educazione nazionale da alcuni dipendenti del museo. Per questo venne allontanato dalla città, ritornandoci solamente dopo la caduta del fascismo. Drago creò e fu il presidente il Comitato di liberazione nazionale tarantino, che si riuniva clandestinamente negli uffici della Soprintendenza. Su designazione del CLN tarantino il Prefetto nomina Drago sindaco di Taranto il 6 maggio 1944.
La prima giunta è formata dai cinque partiti antifascisti: Partito Liberale Italiano, Democrazia Cristiana, Partito Socialista Italiano, Partito Comunista Italiano e Partito d'Azione. Il 5 agosto del 1944 ospitò Charles De Gaulle giunto in visita a Taranto. A capo della città bimare rimane fino alle elezioni del 1946. Drago, dopo l'esperienza comunale, abbandonerà la vita politica, non si presenterà alle elezioni del 1946, ma continuò a dedicarsi agli studi di archeologia come Direttore del museo e Soprintendente archeologico di Taranto. Fu socio e collaboratore della Società di storia patria per la Puglia. Ciro Drago morì a 65 anni il 26 settembre 1960 a Palermo colpito da infarto mentre presiedeva gli esami di maturità in quella città.

## Opere
- Contributi alla carta archeologica della Puglia, Cressati, 1933
- Paolo Emilio Stasi, in "Rinascenza Salentina" 1935, pp.61-70
- Corpus vasorum antiquorum - Italia, Volume 15, Bestetti e Tumminelli, 1940
- Il Museo nazionale di Taranto, Istituto poligrafico dello Stato, Libreria dello Stato, 1956